# Jiří Němec (filozof)

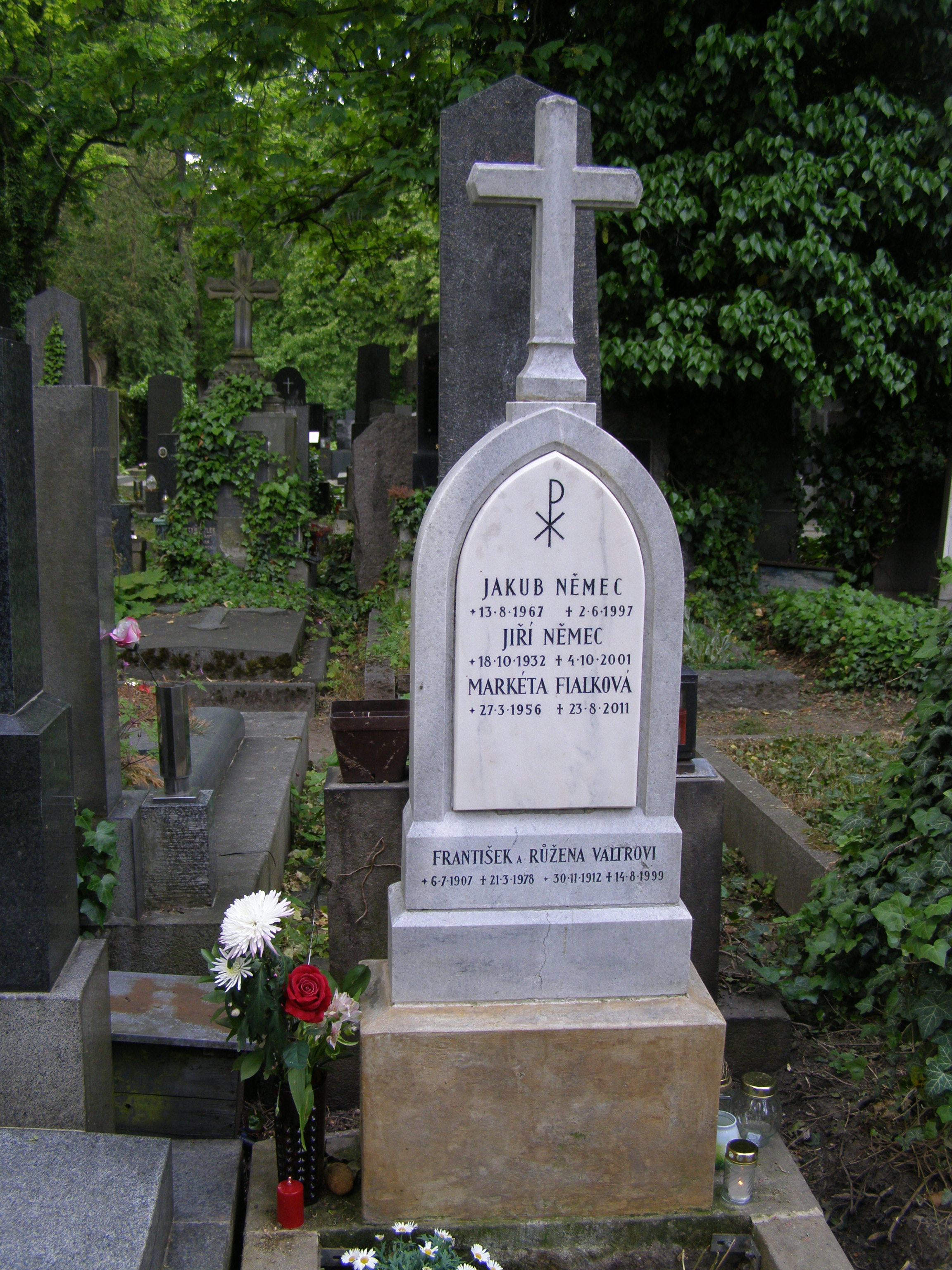
Hrob na hřbitově Malvazinky v Praze

Jiří Němec (18. října 1932 Praha – 4. října 2001 Praha) byl klinický psycholog, filozof, překladatel, editor, publicista a jeden z iniciátorů Charty 77. Jeho publikační, přednášková a ediční činnost, orientovaná k aktivnímu, křesťanskému životu ve společnosti, měla významný vliv zvláště v 60. letech 20. století a na počátku 70. let.

## Život
Byl vnukem nakladatele Františka Borového a prasynovcem literárního vědce a překladatele Otokara Fischera. Otec Jiřího Němce, Ing. Jiří Němec, byl elektroinženýr, který se ve 40. a 50. letech 20. století významně podílel na elektrifikaci železničních tratí v Československu, počátkem 60. let byl uvězněn na základě vykonstruovaného procesu.

Po maturitě (1951) Jiří Němec pracoval rok v autoopravně, pak začal studovat medicínu (1952), ale brzy přestoupil na klinickou psychologii na FF UK v Praze, kde se seznámil se svou budoucí ženou Danou Němcovou (sňatek 1955). Po promoci roku 1958 pracoval ve Foniatrické laboratoři 1. lékařské fakulty UK v Praze na Karlově náměstí, pozdější Foniatrické klinice. Mezitím inspiroval řadu překladů a vydání zejména křesťanských a katolických autorů, na nichž se také podílel, a několik významných iniciativ, které měly v tehdejší době velký význam pro kulturní a duchovní obnovu (například Ekumenický seminář v Jirchářích 1963 až 1972, Dílo koncilové obnovy 1968, semináře k fenomenologické psychologii). Patřil k redakčnímu okruhu časopisu Tvář, do něhož také psal a překládal. Hrál jednu z hlavních rolí ve filmu (svého bratrance) režiséra Jana Němce O slavnosti a hostech. Po krátkém pobytu v Rakousku v roce 1968 se seznámil s Ivanem „Magorem“ Jirousem a jeho prostřednictvím s undergroundem, jemuž se pak řadu let věnoval. Roku 1976 spoluorganizoval úspěšnou petici za propuštění uvězněných hudebníků kapely The Plastic People of the Universe.
Kvůli svému podílu na vzniku Charty 77, již mezi prvními podepsal, byl roku 1977 propuštěn ze zaměstnání na Foniatrické klinice a pracoval jako noční hlídač v Metrostavu v pražském Karlíně. V roce 1978 patřil mezi zakladatele a první členy Výboru na obranu nespravedlivě stíhaných (VONS), iniciativy vzniklé z podnětu historika Jana Tesaře. Patřil mezi spoluzakladatele undergroundového samizdatového časopisu Vokno, do něhož také přispíval. Ve druhém čísle uveřejnil svou rozsáhlou esej Nové šance svobody. V roce 1979 byl v souvislosti s aktivitou ve VONS sedm měsíců vězněn a po propuštění nemohl získat žádné zaměstnání. Roku 1983 odešel pod tlakem StB do exilu do Vídně. Tam se podílel mj. na přípravě vydání spisů Jana Patočky a publikoval v mnoha exilových časopisech, zejména revui Paternoster. V roce 1990 se vrátil do Prahy a od roku 1991 vedl Ústav humanitních věd na 1. lékařské fakultě UK, od roku 1993 byl zaměstnán ve Filosofickém ústavu Akademie věd ČR, postupující nemoc však jeho činnost stále více omezovala, až byl nakonec zcela upoután na lůžko.
Zemřel v Praze roku 2001 ve věku 68 let a byl pohřben na hřbitově Malvazinky.
V roce 2002 byl vyznamenán Medailí Za zásluhy I. stupně in memoriam.

## Rodina
Jeho manželkou byla Dana Němcová, měl s ní 7 dětí. Dcera Markéta Fialková (1956–2011) byla diplomatkou. Je biologickým otcem herce, spisovatele a dýdžeje Tobiáše Jirouse, v jehož rodném listu je jako otec uveden Ivan Martin Jirous, a osvětlovače Daniela Rejchrta (adoptován Milošem a Jitkou Rejchrtovými); tyto syny měl s Věrou Jirousovou. Zeti Jiřího Němce byli Martin Palouš a baskytarista The Plastic People of the Universe Milan Hlavsa.

## Dílo
Publikoval řadu odborných i popularizačních článků v domácím i zahraničním tisku a podstatně se zasloužil o to, že k nám byli uvedeni autoři jako Maurice Blondel, Medard Boss, F. J. J. Buytendijk, Mircea Eliade, Hans-Georg Gadamer, Viktor Emil von Gebsattel, Friedrich Heer, Paul Ludwig Landsberg, Karl Rahner, Raymond Ruyer, Teilhard de Chardin, Viktor von Weizsäcker a Carl Friedrich von Weizsäcker. Díky němu se mladší generace seznámila například s Ladislavem Klímou, s Josefem Florianem či Jakubem Demlem. Přeložil či se podílel na překladech knih Martina Heideggera, Michela Foucaulta aj., na českém i německém vydání spisů Jana Patočky a edici korespondence J. Demla s F. X. Šaldou.
Němcovo původní dílo tvoří množství článků, recenzí, vydavatelských doslovů a podobně, jež zčásti poprvé vyšly v samizdatu a v exilových časopisech. Z praktických důvodů musel často publikovat pod pseudonymy (např. Florestan, Jerzy Newiadomski), podepisoval se též šifrou jin. Samostatně knižně publikované dílo Únos Európy (samizdat 1983, k narozeninám Boženy Komárkové) napsal s Martinem Hyblerem. Podrobná bibliografie má přes 300 položek.
- NĚMEC, Jiří; HYBLER, Martin. Únos Európy : divertimento k filozofii dějin [rukopis]. Část 1. 1985. 158 s. Edice Expedice, sv. 205.
- NĚMEC, Jiří. Únos Europy : mýtus – divertimento k filozofii dějin. Praha: Dauphin, 1994. ISBN 80-901842-0-0.
- NĚMEC, Jiří. Dopisy z Ruzyně. Revolver Revue. 2001, č. 45, s. 299–338. ISSN 1210-2881.
- NĚMEC, Jiří. Dopisy z Ruzyně a Nové šance svobody. Praha: Pulchra 2011. ISBN 978-80-87377-30-7.
- NĚMEC, Jiří. Deníky I. (1960-1964) Praha: Triáda 2018

### Filmografie
- O slavnosti a hostech (1965).